# Modrásek vičencový
Modrásek vičencový (Polyommatus thersites) je druh denního motýla z čeledi modráskovitých (Lycaenidae). Rozpětí jeho křídel je 26 až 32 mm. Samci mají fialově modrá křídla s bílými třásněmi. Samice jsou hnědé a mají oranžové příkrajní skvrny. Samci modráska vičencového jsou velmi podobní o něco větším samcům modráska jehlicového (Polyommatus icarus). Ti však mají na rubu předních křídel dvojici bazálních skvrn, které u modráska vičencového chybí.

## Výskyt

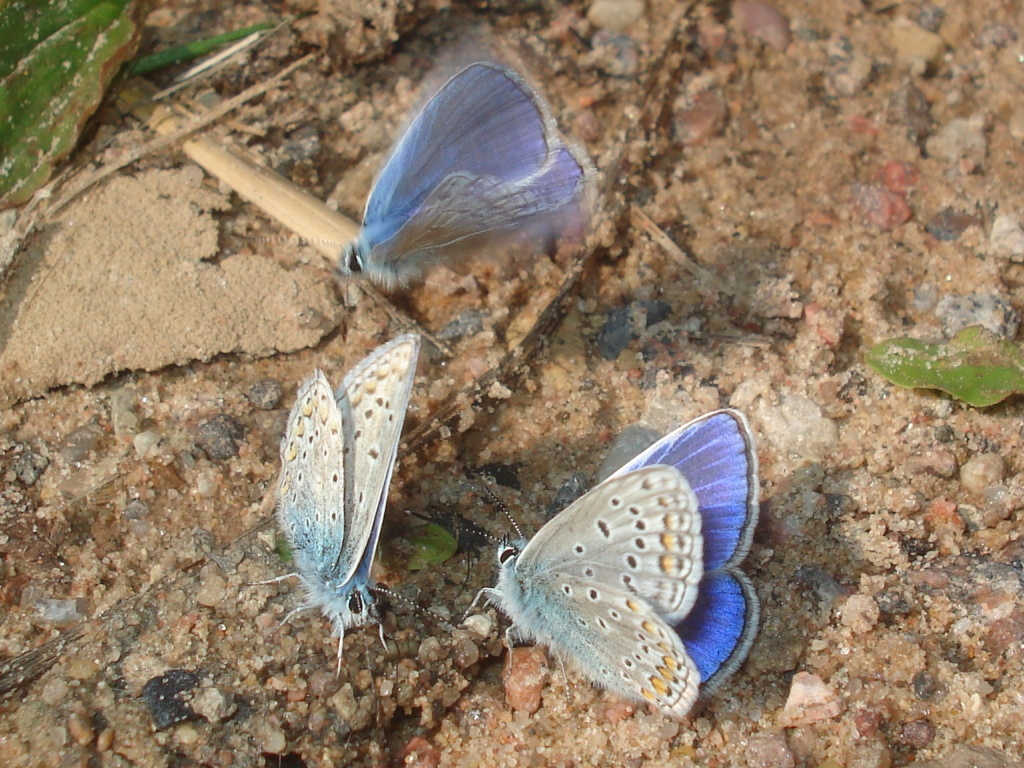
Skupinka samců modráska jehlicového (pro porovnání)

Motýl je rozšířený od Maroka přes Španělsko, jižní a střední Evropu (jižní část) až po pohoří Ťan-šan ve střední Asii.
V České republice je rozšířen ostrůvkovitě na jižní a jihovýchodní Moravě a ve středních a severních Čechách. Zahlédnout ho lze na kamenitých stráních, slunných svazích, v suchých úvozech, ale i na silničních náspech.
Ještě ve druhé polovině 20. století žil ve všech teplejších oblastech ČR. V současnosti patří mezi druhy, kterým ve volné přírodě hrozí vyhynutí. 

## Chování a vývoj
Živnými rostlinami modráska vičencového jsou bobovité rostliny vičenec ligrus (Onobrychis viciifolia) a vičenec písečný (Onobrychis arenaria). Samice klade vajíčka na listy a stonky živných rostlin. Housenky, které jsou příležitostně myrmekofilní, se živí zprvu epidermální vrstvou mezi žilkami, později přijímají listy, poupata a nezralé plody. Motýl je dvougenerační (bivoltinní). Dospělce lze zahlédnout od května do června a od července do srpna. Ve vyšších polohách je motýl jednogenerační (monovoltinní) s letovou periodou od poloviny června do července. Přezimuje housenka.

## Ochrana a ohrožení
V České republice je tento druh modráska ohrožen. Motýla ohrožuje zarůstání vhodných stanovišť a intenzivní pastva.
V Praze vyhynul v roce 2004. Entomologové z Fakulty životního prostředí České zemědělské univerzity založili s podporou pražského magistrátu na bývalé orné půdě na Dívčích hradech plochy příhodné pro jeho život. První modrásky vičencové na ně vysadili v roce 2018; v pozdním létě 2019 zde žily již stovky jedinců. Díky obnovené populaci mohou entomologové získávat informace nutné k další ochraně motýla především v posledních místech jeho přirozeného výskytu v Českém středohoří a na jižní Moravě.